# 마리아 에스피노사
마리아 델 로사리오 에스피노사 에스피노사(스페인어: María del Rosario Espinoza Espinoza, 1987년 11월 27일~)는 멕시코의 태권도 선수이다. 소라야 히메네스에 이어서 멕시코 여성 선수 중 두번째로 금메달을 획득한 선수이다.

## 유년기
에스피노사는 1987년 11월 22일 시날로아주에서 태어났다. 아버지는 어부였고, 어머니는 가정부였다. 5살 때부터 태권도를 시작했다.

## 선수 경력
에스피노사는 리우데자네이루에서 열린 2003년 팬마에미칸 청소년 선수권 대회에서 금메달을 획득하며 국제대회에서 처음으로 우승을 하였다. 이후 캐나다, 프랑스, 그리고 독일에서 열린 오픈 토너먼트에도 참가하였다.
2007년 세계 선수권 대회 미들급(-72kg)에 참가하였고 결승전에서 대한민국의 이인종을 이기며 처음으로 세계선수권대회에서 우승을 하였다. 그리고 같은해 팬아메리칸 게임에도 참가하였고 브라질의 나탈리아 팔라비냐를 이기며 금메달을 획득하였다.
2008년 하계 올림픽 태권도 헤비급(+67kg)에 참가하였다. 결승전까지 올라가 노르웨이의 니나 솔헤임과 상대하였는데 3-1로 승리하여 2008년 올림픽 멕시코의 두번 째 메달을 획득하였다.
2012년 하계 올림픽 태권도에 참가하며 두번 연속으로 올림픽 출전을 하였다. 이번 올림픽에서 멕시코 대표 선수단의 기수를 맡았다. 8강전에서 금메달을 획득한 세르비아의 밀리차 만디치에게 패하며 결승전 진출에는 실패하였다. 이후 패자부활전에서 탈리티가 크롤리와 글렌히스 에르난데스 선수를 이기며 동메달을 획득하였다.
2016년 하계 올림픽 태권도에도 참가하며 세번 연속으로 올림픽 출전을 하였다. 은메달을 획득하여 멕시코 여성선수 최초로 3개 이상의 올림픽 대회에서 메달을 획득한 선수가 되었다. 또한 멕시코선수 두번째로 같은 종목에서 3번연속으로 메달을 획득한 선수가 되었다. 폐막식에서 멕시코 대표 선수단의 기수를 맡았다.
맨체스터에서 열린 2019년 세계 선수권 대회에도 참가하였으나 결승전에서 패배하며 은메달을 획득하였다.